# Campeonato Mundial de Tiro de 1994
El XLVI Campeonato Mundial de Tiro se celebró en Milán (Italia) en agosto de 1994 bajo la organización de la Federación Internacional de Tiro Deportivo (ISSF) y la Federación Italiana de Tiro Deportivo.
Las competiciones se realizaron en el Polígono de Tiro de la capital lombarda, a excepción de las pruebas de tiro al plato que fueron realizadas en el campo de tiro de la localidad de Fagnano Olona, y las pruebas de 300 m, celebradas en Tolmezzo (provincia de Udine).

## Resultados

### Masculino
| Evento                                 | Oro                                         | Plata                                  | Bronce                                  |
| -------------------------------------- | ------------------------------------------- | -------------------------------------- | --------------------------------------- |
| Rifle 3 posiciones 300 m               | Glenn Dubis Estados Unidos 1175 pts. (RM)   | Norbert Sturny · Suiza · 1169 pts.     | Durand-Eric Chollet · Suiza · 1168 pts. |
| Rifle 3 posiciones 300 m (equipos)     | Bielorrusia · 3480 (RM)                     | Finlandia · 3478                       | República Checa · 3477                  |
| Rifle en pos. tendida 300 m            | Bernd Rücker · Alemania · 600               | Petr Kůrka · República Checa · 599     | Roger Chassat Francia 597               |
| Rifle en pos. tendida 300 m (equipos)  | Finlandia · 1787 (RM)                       | República Checa · 1785                 | Suiza · 1783                            |
| Rifle estándar 300 m                   | Jukka Salonen · Finlandia · 584             | Milan Bakeš · República Checa · 582    | Harri Marjala · Finlandia · 580         |
| Rifle estándar 300 m (equipos)         | Estados Unidos 1736                         | Finlandia · 1728                       | Alemania · 1716                         |
| Rifle 3 posiciones 50 m                | Petr Kůrka · República Checa · 1268,5       | Thomas Tamas Estados Unidos 1266,3     | Wolfram Waibel · Austria · 1265,1       |
| Rifle 3 posiciones 50 m (equipos)      | Francia 3479                                | Ucrania · 3478                         | República Checa · 3470                  |
| Rifle en pos. tendida 50 m             | Lie Wenjie China 700,5                      | Stevan Pletikosić Yugoslavia 699,2     | Christian Klees · Alemania · 698,4      |
| Rifle en pos. tendida 50 m (equipos)   | Ucrania · 1784                              | Francia 1784                           | Rusia · 1783                            |
| Rifle de aire 10 m                     | Boris Polak Israel 694,1                    | Anatoli Klimenko · Bielorrusia · 691,8 | Frank Dobler · Alemania · 691,8         |
| Rifle de aire 10 m (equipos)           | Bielorrusia · 1766                          | República Checa · 1764                 | Rusia · 1764                            |
| Pistola 50 m                           | Wang Yifu China 663,5                       | Viktor Makarov · Ucrania · 659,7       | Franck Dumoulin Francia 657,7           |
| Pistola 50 m (equipos)                 | Ucrania · 1675                              | Rusia · 1674                           | China 1673                              |
| Pistola rápida de fuego 25 m           | Krzysztof Kucharczyk · Polonia · 691,4      | Emil Milev Bulgaria 690,2              | Ralf Schumann · Alemania · 689,7        |
| Pistola rápida de fuego 25 m (equipos) | Polonia · 1753                              | China 1749                             | Hungría · 1747                          |
| Pistola de fuego 25 m                  | Pal Hembre · Noruega · 588                  | Christian Kezel Francia 585            | Oleg Tkachiov · Ucrania · 585           |
| Pistola de fuego 25 m (equipos)        | Rusia · 1741                                | Ucrania · 1740                         | Corea del Sur 1739                      |
| Pistola estándar 25 m                  | Lee Sang-Hak Corea del Sur 575              | Hans-Rudolf Schneider · Suiza · 574    | Seppo Makinen · Finlandia · 574         |
| Pistola estándar 25 m (equipos)        | Finlandia · 1706                            | China 1706                             | Suiza · 1701                            |
| Pistola de aire 10 m                   | Franck Dumoulin Francia 683,7               | Igor Basinski · Bielorrusia · 682,2    | Roberto Di Donna · Italia · 681,6       |
| Pistola de aire 10 m (equipos)         | China 1732                                  | Italia · 1731                          | Hungría · 1731                          |
| Blanco móvil 50 m                      | Shu Quingquan China 592                     | Luboš Račanský · República Checa · 590 | Gennadi Avramenko · Ucrania · 588       |
| Blanco móvil 50 m (equipos)            | China 1759                                  | Hungría · 1759                         | Alemania · 1758                         |
| Blanco móvil mixto 50 m                | Luboš Račanský · República Checa · 398 (RM) | Gennadi Avramenko · Ucrania · 395      | Miroslav Januš · República Checa · 394  |
| Blanco móvil mixto 50 m (equipos)      | República Checa · 1181 (RM)                 | Rusia · 1173                           | China 1166                              |
| Blanco móvil 10 m                      | Manfred Kurzer · Alemania · 676,3           | Krister Holmberg · Finlandia · 676,0   | Carlo Colombo · Italia · 675,1          |
| Blanco móvil 10 m (equipos)            | República Checa · 1706                      | Estados Unidos 1697                    | Hungría · 1690                          |
| Blanco móvil mixto 10 m                | Roy Hill Estados Unidos 385                 | Miroslav Januš · República Checa · 384 | Krister Holmberg · Finlandia · 381      |
| Blanco móvil mixto 10 m (equipos)      | República Checa · 1139 (RM)                 | Rusia · 1138                           | Estados Unidos 1131                     |
| Foso                                   | Dmitri Monakov · Ucrania · 148              | Christopher Vicard Francia 146         | Lance Bade Estados Unidos 146           |
| Foso (equipos)                         | Italia · 363                                | Portugal 355                           | Alemania · 353                          |
| Doble foso                             | Mark Russell Australia 189                  | Kevin Gill Reino Unido 189             | Albano Pera · Italia · 187              |
| Doble foso (equipos)                   | Reino Unido 406                             | Australia 406                          | Italia · 406                            |
| Skeet                                  | Bruno Rossetti · Italia · 148               | Alexandr Cherkasov · Rusia · 145       | Ennio Falco · Italia · 145              |
| Skeet (equipos)                        | Italia · 366 (RM)                           | Rusia · 354                            | Alemania · 353                          |

- RM –  récord mundial

### Femenino
| Evento                               | Oro                                    | Plata                           | Bronce                                |
| ------------------------------------ | -------------------------------------- | ------------------------------- | ------------------------------------- |
| Rifle 3 posiciones 50 m              | Anna Malujina · Rusia · 679,4          | Lessia Leskiv · Ucrania · 676,0 | Irina Gerasimenko · Rusia · 673,9     |
| Rifle 3 posiciones 50 m (equipos)    | Alemania · 1729                        | Rusia · 1725                    | China 1720                            |
| Rifle en pos. tendida 50 m           | Petra Horneber · Alemania · 596        | Beth Herzman Estados Unidos 592 | Nieves Fernández · España · 592       |
| Rifle en pos. tendida 50 m (equipos) | Rusia · 1758                           | Noruega · 1755                  | Ucrania · 1754                        |
| Rifle de aire 10 m                   | Sonja Pfeilschifter · Alemania · 496,9 | Christine Chuard Francia 495,6  | Renata Mauer · Polonia · 495,5        |
| Rifle de aire 10 m (equipos)         | Alemania · 1177                        | Rusia · 1174                    | Corea del Sur 1174                    |
| Pistola 25 m                         | Boo Soon-Hee Corea del Sur 683,8       | Julita Macur · Polonia · 679,5  | Li Duihong China 679,2                |
| Pistola 25 m (equipos)               | China 1734                             | Corea del Sur 1732              | Bielorrusia · 1723                    |
| Pistola de aire 10 m                 | Jasna Šekarić Yugoslavia 484,6         | Margit Stein · Alemania · 484,1 | Galina Beliayeva · Kazajistán · 483,7 |
| Pistola de aire 10 m (equipos)       | China 1144                             | Bulgaria 1137                   | Alemania · 1135                       |
| Blanco móvil 10 m                    | Kim Moon-Sun Corea del Sur 354         | Csilla Madari · Hungría · 352   | Ann Sjokvist · Finlandia · 347        |
| Blanco móvil 10 m (equipos)          | Prueba no realizada                    | Prueba no realizada             | Prueba no realizada                   |
| Foso                                 | Paola Tattini · Italia · 112           | Deena Julin Estados Unidos 112  | Denise Morrison Estados Unidos 112    |
| Foso (equipos)                       | Italia · 329                           | Estados Unidos 323              | Alemania · 321                        |
| Doble foso                           | Pusila Satu · Finlandia · 140          | Elena Shishirina · Rusia · 139  | Svetlana Demina · Rusia · 139         |
| Doble foso (equipos)                 | Rusia · 306                            | Finlandia · 302                 | China 296                             |
| Skeet                                | Erdzhanik Avetisian Armenia 116        | Diána Igaly · Hungría · 113     | Daniele Bolis · Italia · 111          |
| Skeet (equipos)                      | Hungría · 323                          | Estados Unidos 321              | Italia · 316                          |

- RM –  récord mundial

## Medallero
| Núm. | País            | Oro | Plata | Bronce | Total |
| ---- | --------------- | --- | ----- | ------ | ----- |
| 1    | China           | 7   | 2     | 5      | 14    |
| 2    | Alemania        | 6   | 1     | 9      | 16    |
| 3    | República Checa | 5   | 6     | 3      | 14    |
| 4    | Italia          | 5   | 1     | 7      | 13    |
| 5    | Rusia           | 4   | 8     | 4      | 16    |
| 6    | Finlandia       | 4   | 4     | 4      | 12    |
| 7    | Estados Unidos  | 3   | 6     | 3      | 12    |
| 8    | Ucrania         | 3   | 5     | 3      | 11    |
| 9    | Corea del Sur   | 3   | 1     | 2      | 6     |
| 10   | Francia         | 2   | 4     | 2      | 8     |
| 11   | Bielorrusia     | 2   | 2     | 1      | 5     |
| 12   | Polonia         | 2   | 1     | 1      | 4     |
| 13   | Hungría         | 1   | 3     | 3      | 7     |
| 14   | Australia       | 1   | 1     | 0      | 2     |
|      | Noruega         | 1   | 1     | 0      | 2     |
|      | Reino Unido     | 1   | 1     | 0      | 2     |
|      | Yugoslavia      | 1   | 1     | 0      | 2     |
| 18   | Armenia         | 1   | 0     | 0      | 1     |
|      | Israel          | 1   | 0     | 0      | 1     |
| 20   | Suiza           | 0   | 2     | 3      | 5     |
| 21   | Bulgaria        | 0   | 2     | 0      | 2     |
| 22   | Portugal        | 0   | 1     | 0      | 1     |
| 23   | Austria         | 0   | 0     | 1      | 1     |
|      | España          | 0   | 0     | 1      | 1     |
|      | Kazajistán      | 0   | 0     | 1      | 1     |
|      | TOTAL           | 53  | 53    | 53     | 159   |